# Geologie von Muck
Die Geologie von Muck beschreibt die geologischen Verhältnisse auf der schottischen Insel Muck.

## Etymologie
Die englische Bezeichnung der Insel Muck leitet sich vom Schottisch-Gälischen Substantiv muc ab. Laut John Boswell (1785) ist muc mit „Schwein, Sau“ gleichzusetzen und ist daher die „Schweineinsel“ oder Eilean nam Muc. Mittlerweile wird jedoch als Ursprung von Muck von der hohen Zahl an Schweinswalen in den Gewässern Muck's ausgegangen – die im Schottisch-Gälischen als muc-mhara bekannt sind (wörtlich „Schwein der See“ oder „Schwein des Meeres“).

## Geographie

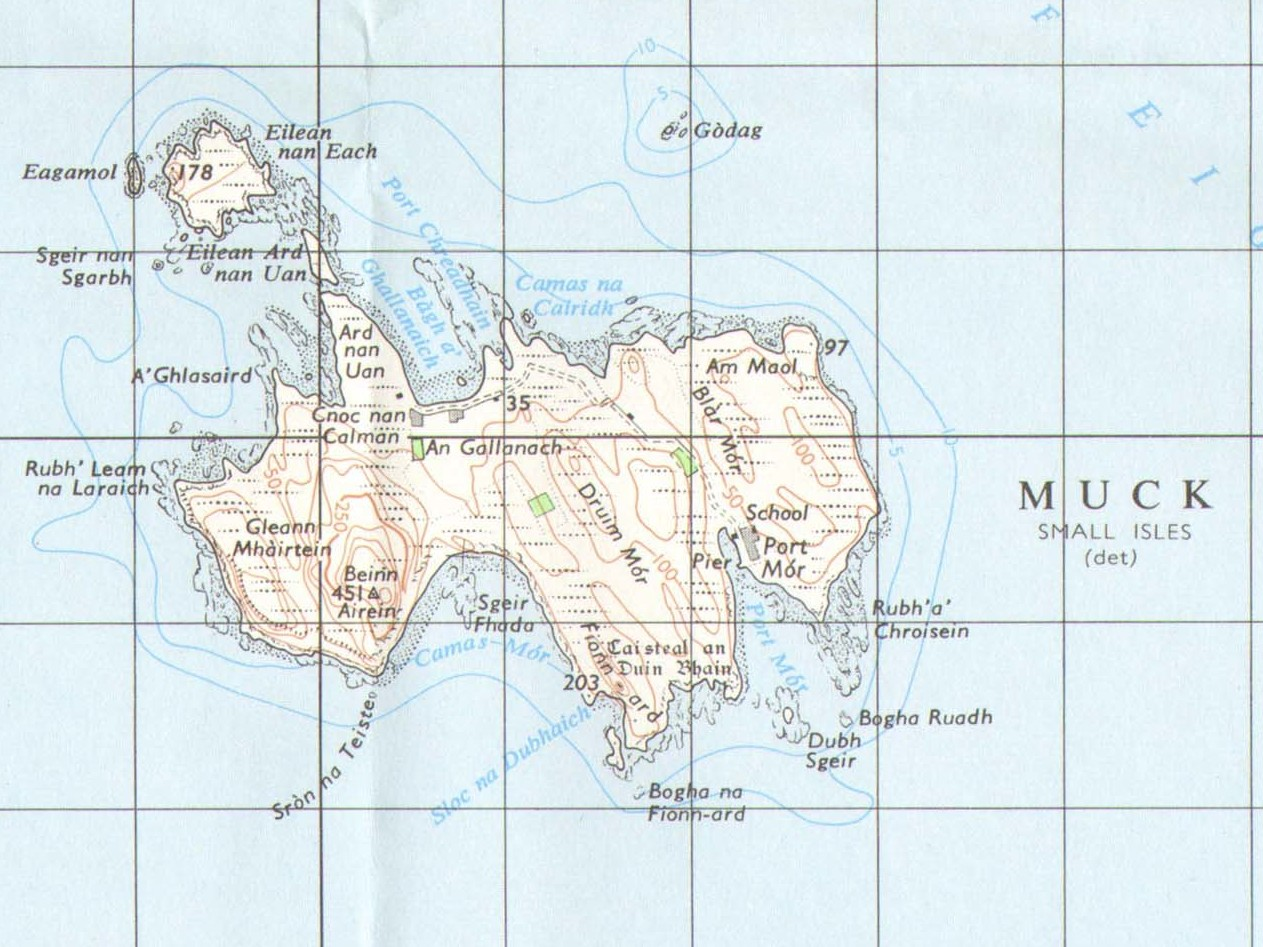
Karte des Ordnance Surveys von Muck aus dem Jahr 1957

Muck liegt geographisch in der Sea of the Hebrides, umgeben vom Sound of Eigg im Nordosten und vom Sound of Rùm im Norden. Die Insel gehört zu den Inneren Hebriden, den so genannten Small Isles (Kleine Inseln). Benachbarte Inseln sind Eigg, Rùm und Coll. Eigg im Nordosten liegt 4,2 Kilometer entfernt, nach Rùm im Norden sind es 11,2 Kilometer. Zum schottischen Festland mit der Halbinsel Ardnamurchan im Süden und Südosten beträgt die Entfernung 7,5 Kilometer. Nach Coll im Südwesten sind es 18 Kilometer. Nächster Hafen mit ständiger Fährverbindung ist Mallaig, das knapp 29 Kilometer entfernt im Nordosten liegt. In der Sommersaison wird die Insel auch von Arisaig aus angelaufen. Der Fährhafen liegt bei Port Mòr im Südosten.
Die Insel ist etwas in die Ost-West-Richtung gestreckt und hier 3,8 Kilometer lang, jedoch in Nord-Süd-Richtung nur 2,1 Kilometer breit. Die Oberfläche der Insel nimmt 5,59 Quadratkilometer ein. Höchste Erhebung ist der 137 Meter hohe Beinn Airein im Westen. Muck hat als größte Insel Eilean nam Each im Nordwesten und besitzt zahlreiche Schären, insbesondere im Nordwesten und im Südosten.

## Geologie

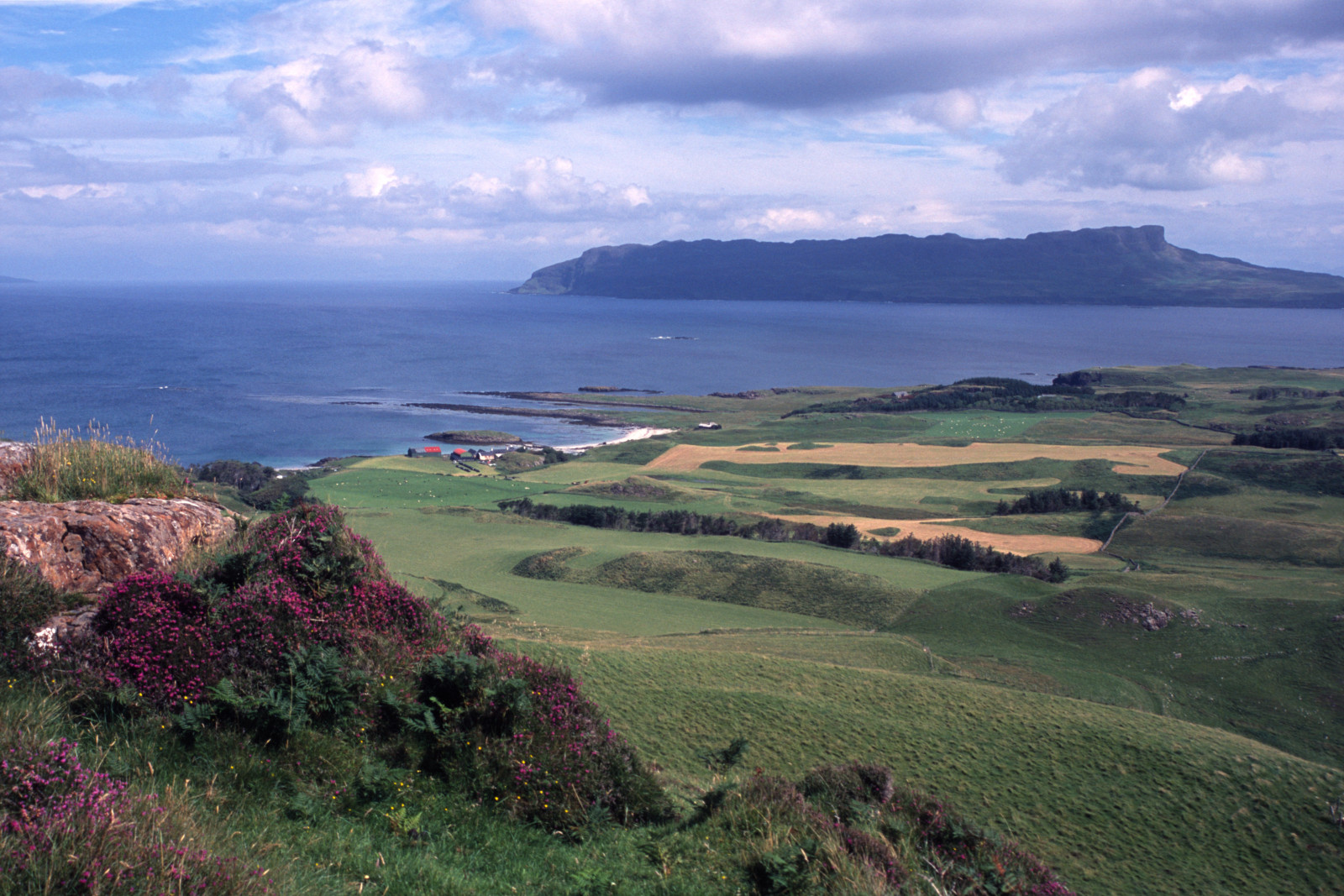
Blick vom Anstieg zum Beinn Airein hinüber nach Eigg im Nordosten. An der Nordküste liegt die Gallanach Farm mit ihrem fruchtbaren Weideland.

Älteste Gesteine auf Muck sind Sedimente des Mitteljuras, welche zur Great Estuarine Group gerechnet werden. Die Sedimente stehen an der Westseite der Bucht Camas Mòr an. Zugegen sind die Formationen Valtos-Sandstone-Formation, Duntulm-Formation und Kilmaluag-Formation (in aufsteigender Reihenfolge). Diskordant über den Mitteljura legen sich die Camas Mòr Breccia und die Vulkanite der Eigg-Lava-Formation. Letztere nehmen einen Großteil der Insel ein. Hierbei handelt es sich hauptsächlich um olivinhaltige, basaltische Lavaflüsse, die sich im Paläozän (Thanetium) über die Insel ergossen hatten. An der Südküste treten auch Hawaiite auf. Die Lavaflüsse werden ihrerseits von Nordnordwest-Südsüdost-streichenden Gangscharen aus Basalt und Dolerit durchzogen, welche folglich jünger sind. Derselben Richtung folgen eine Handvoll von Verwerfungen, deren prominenteste sich von der Bucht Bàgh a'Ghallanaich aus nach Südosten erstreckt. Auf der Ostseite von Camas Mòr steht ein gangartiger Gabbrozug an.
Im Quartär wurde am Ende der Kaltzeit Till abgelagert und später auch etwas an Torf abgesetzt.

## Stratigraphie

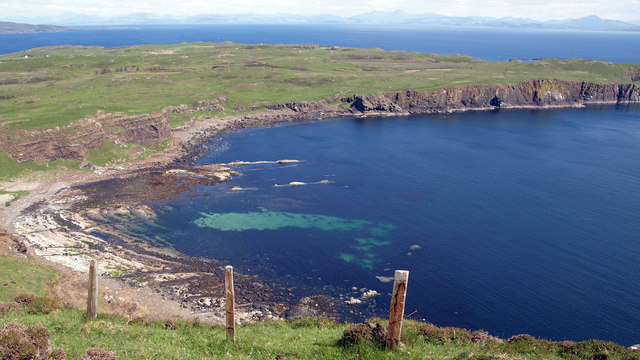
Die Bucht Camas Mòr vom Anstieg zum Beinn Airein aus gesehen. Die Valtos-Sandstone-Formation nimmt den Westteil der Bucht ein und erstreckt sich bis zu einer markanten Verwerfung, die durch die zweite Brandungsrippe markiert wird. Dahinter die basaltischen Laven der Eigg-Lava-Formation mit ihren typischen Trapps sowie an der Küste rechts der gangartige Gabbrozug. Im Hintergrund das Festland von Ardnamurchan.

### Great Eastuarine Group

#### Valtos-Sandstone-Formation
Der Mitteljura beginnt auf Muck mit der Valtos-Sandstone-Formation. Die Formation bildet auf der Westseite von Camas Mòr das stratigraphisch Liegende. Die Formation wird im Osten von einer Verwerfung abgeschnitten. Die Verwerfung, deren Ostteil abgeschoben ist, wird von einem augenfälligen Gang ausgefüllt. Aufgeschlossen ist nur der oberste Abschnitt der Formation – das Hangende der Abteilung E sowie die Abteilung F (die Valtos-Sandstone-Formation wird in die 6 Abschnitte A bis F unterteilt).
Die untersten vorhandenen Schichten der Valtos-Sandstone-Formation sind Konkretionen enthaltende Sandsteine der Abteilung E, deren anstehende 6 Meter nur bei Ebbe einzusehen sind.
Darüber legen sich abwechselnd Schiefertone und Neomiodon-Kalke. Eine der Kalkschichten ist über einen Meter mächtig und enthält komplexe Belastungsmarken (engl. load casts, auch load marks oder load pockets) an ihrer Basis. Dicke Adern mit fibrösem Kalzit durchziehen den Schieferton. Dieses 3,5 Meter mächtige Schichtpaket bildet Rippen im Intertidal unmittelbar westlich der gangerfüllten Verwerfung und gehört dem Liegenden des Abschnitts F an. Das Hangende des Abschnitts F wird 7 Meter mächtig und fällt sanft nach Nordwest ein. Es geht ganz allmählich in die Duntulm-Formation über. Hierbei handelt es sich um regelmäßig geschichtete Wechselfolgen aus Kalk-Schieferton. Auch sie bilden breit angelegte, intertidale Rippen. Der Übergang zwischen den beiden Einheiten wird weitgehend von Geröllen der von Stürmen abradierten Brandungsplattform verdeckt. Ein brauchbarer Markierungshorizont ist eine auffällige Kalkschicht, deren Belastungsmarken tief in den unterlagernden Schieferton eingedrungen sind.

#### Duntulm-Formation
Die Grenze zur Duntulm-Formation erfolgt mit dem Faunenwechsel Neomiodon-Viviparus hin zu Placunopsis. Neomiodon-Viviparus ist eine Conchostracen-Gastropoden-Fauna der Valtos-Sandstone-Formation, wohingegen Placunopsis aus der Duntulm-Formtion dem Brackwassermilieu zuzuordnen ist. Die Grenze liegt stratigraphisch 1,3 Meter unterhalb einer massiven Austernlage, die charakteristisch für die Duntulm-Formation ist.
Die untersten 0,8 Meter der Duntulm-Formation enthalten an Fossilien Placunopsis und Cuspidaria (teils pyritisiert), jedoch noch nicht Praeexogyra. Sobald Praeexogyra auftritt beherrscht sie alsbald die Fauna mit ihren typischen, hier sehr gut aufgeschlossenen Austernschichten. In mindestens zwei Schichten tritt auch Kallirhynchia meist in Zusammenballungen auf. Schicht 14 stellt den untersten, knotigen Algenkalk. Zwischen Schicht 24 bis 33 kommt eine distinkte Wechselfolge von Schiefertonen und feinkörnigen Kalken zu liegen. Sie wird 1 Meter mächtig und enthält keine Austern mehr, dafür aber Corbula, Placunopsis, Ostrakoden und miliolide Foraminiferen. Die Wechselfolge wird von einer diskontinuierlichen, knotigen Algenschicht abgedeckt. Im Hangenden besteht die Abfolge dann aus an Austern reichen Kalken sowie Schiefertonen – mit einer einzigen auffälligen Algenschicht.

#### Kilmaluag-Formation
Die Duntulm-Formation wird 25 bis 50 Meter weiter südwestlich von der darüberfolgenden Kilmaluag-Formation durch doleritische Gangintrusionen separiert. Die Gesteine sind in einem guten Erhaltungszustand, die Schiefertone sind aber aufgrund der vom Gangschwarm ausgehenden thermischen Metamorphose etwas verhärtet. Das Liegende der Kilmaluag-Formation kann nur bei Niedrigwasser eingesehen werden, es befindet sich ungefähr in Streichrichtung des Hangenden der Duntulm-Formation, liegt aber topographisch dennoch niedriger. Auch hier ist eine Verwerfung zwischengeschaltet. Vorhanden sind zwei Hauptvorkommen der Kilmaluag-Formation (mit einer Gesamtmächtigkeit von 14 Meter), die durch ein sehr schlecht aufgeschlossenes Intervall voneinander getrennt werden. Die untersten Schichten sind feinkörnige, von Schiefertonen unterbrochene Dolomite, die von tiefen Trockenrissen durchzogen werden. Nach Andrews (1985) enthalten die Schichten 13 bis 16 sehr gut erhaltene Muschelschaler des Taxons Pseudograpta. Dieses Taxon wird als jüngste Fauna in der Great Estuarine Group angesehen und tritt auch in China auf. Höher liegende Schichten enthalten Viviparus-Kalke und auch Dolomite. Geochemie und Ursprung der Dolomite werden im Einzelnen von Andrews und Kollegen (1987) erörtert. Die ausgezeichnete Erhaltung ihres feinkörnigen Gefüges als auch die Sauerstoffisotopenzusammensetzung während des Ablagerungsvorgangs sprechen für ein recht mildes Abkühlungsgeschehen – trotz der unmittelbaren Nähe der paläozänen Laven.

### Camas Mór Breccia
Die Camas Mór Breccia ist recht unsicheren und umstrittenen Alters. Die Brekzien sind definitiv jünger als die Kilmaluag-Formation und unterlagern anscheinend die paläozänen Laven. Sie stehen in der Nähe von rotbraunen, basaltischen Tuffen an, der Kontakt ist aber nicht aufgeschlossen. Möglicherweise sind die Brekzien während einer phreatischen Explosion entstanden, als der Gabbrogang in nasse, unvollständig verfestigte Jurasedimente eindrang. Eine reliktuelle Abfolge in den Brekzien am Ostende der Bucht scheint diese Interpretation zu stützen. Dennoch ist es schwer einzusehen, wie im Falle einer phreatomagmatischen Explosion die Laven intakt geblieben waren und überdies die Kontaktverhältnisse zwischen dem Gabbrogang und den Sedimenten nur unwesentlich beeinträchtigt wurden.
Die Camas Mór Breccia wird oft auch als Liegendes der Eigg-Lava-Formation angesehen.

### Eigg-Lava-Formation

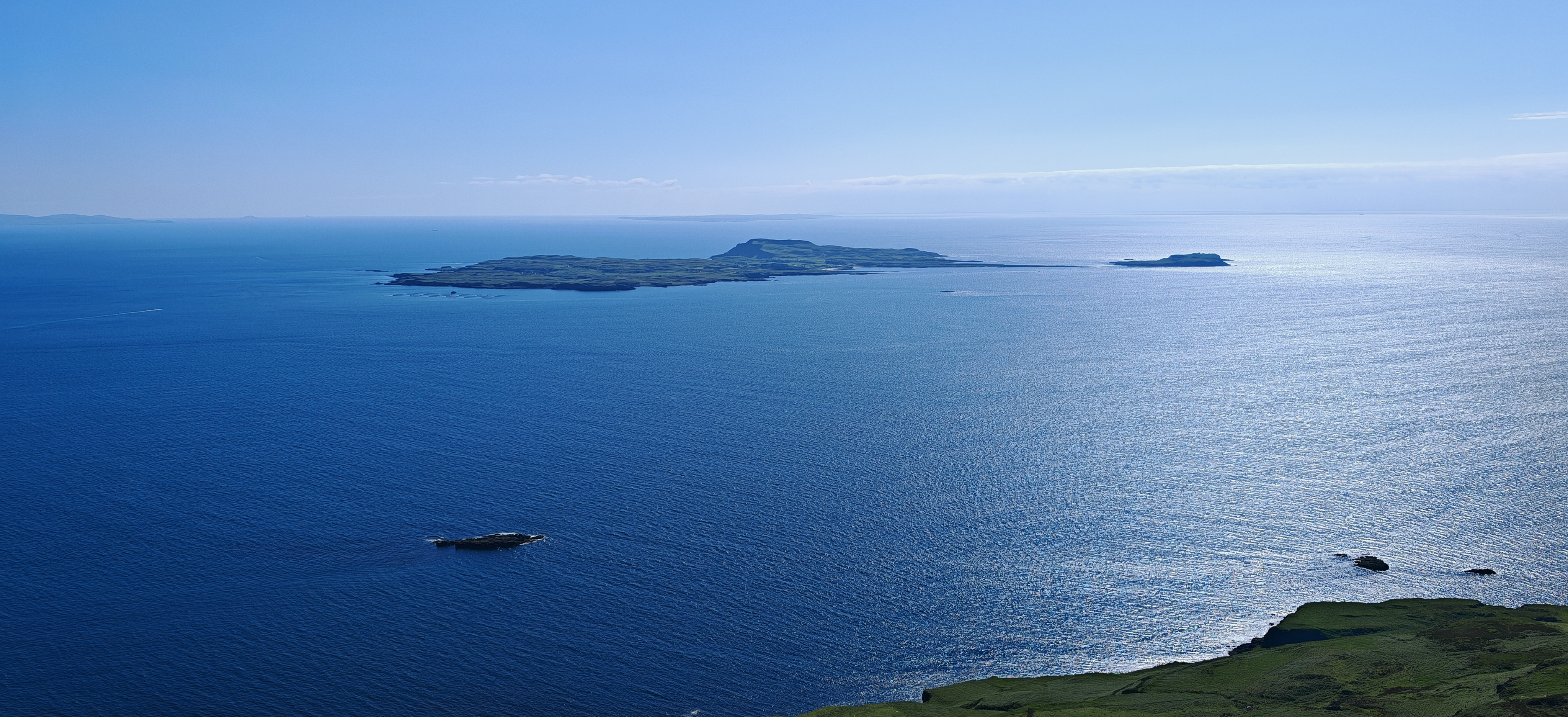
Gesamtansicht von Muck – gesehen aus Nordosten vom An Sgùrr auf Eigg

Die Eigg-Lava-Formation lagert bei Camas Mór diskordant der Kilmaluag-Formation auf. Der Kontakt wird zusätzlich durch die Camas Mór Breccia, Verwerfungen und Oberflächenablagerungen ziemlich verkompliziert. Die Laven mit ihren recht dünnen sedimentären Zwischenlagen fallen mit weniger als 3° nach Nordnordwest ein und sind nicht verfaltet. Ihre Gesamtmächtigkeit beträgt rund 140 Meter. Ihr Alter wurde mittels der 40Ar/39Ar-Methode auf 62,5 Millionen Jahre bestimmt.

#### Basal Member
Die Formation setzt im Liegenden mit dem Basal Member ein. Es besteht aus nicht durchhaltenden Lavaflüssen aus feldspathaltigem, basaltischen Hawaiit, aus Basalt und aus Mugearit. Lavaflussenden finden sich bei Camas Mór, wo ein basaltischer Hawaiit weiter westlich ganz abrupt 100 Meter südöstlich von Torr nam Fitheach terminiert oder auch bei Port an t-Seilich, wo ein Mugearitfluss plötzlich gegen Osten versiegt.

#### Port an t-Seilich Member

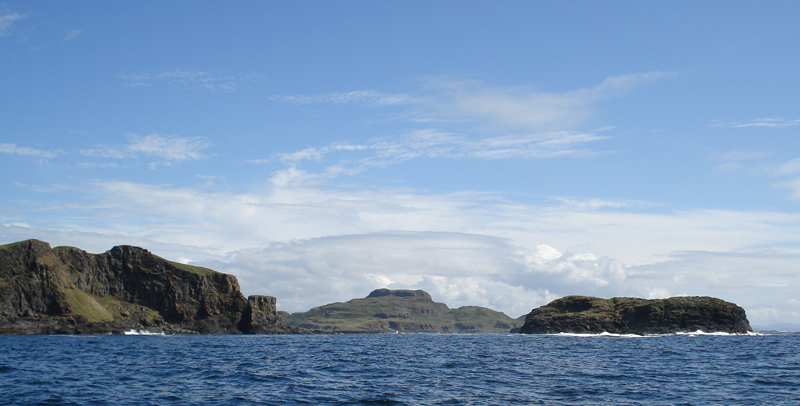
Eilean nan Each links, der Beinn Airein im Hintergrund in der Mitte und rechts die kleine Insel Eagamol. Sowohl die beiden Inseln als auch der Beinn Airein werden aus Basaltflüssen des Beinn Airein-An Stac Members aufgebaut. Blickrichtung ist Südsüdost.

Darüber folgt das Port an t-Seilich Member, das sich aus vier Basaltströmen zusammensetzt – basaltischen Hawaiiten angereichert an Feldspat-Phänokristallen, bestehend aus bis zu 2 Zentimeter großem Labradorit. Die vier Basaltströme des Port an t-Seilich Members sind mit Unterbrechungen entlang der gesamten Südküste von Muck anzutreffen.

#### Beinn Airein-An Stac Member
Das Hangende schließlich wird vom Beinn Airein-An Stac Member gebildet. Es besteht vorwiegend aus Alkaliolivinbasalten, Ausnahmen sind ein feldspathaltiger Basaltfluss am Beinn Airein und ein etwas zusammenhangloser, feldspathaltiger Alkaliolivinbasalt auf der Insel Eilean nan Each. Das Member bedeckt den größten Teil von Muck und ist die Ursache der Trapptopographie auf der Insel.

#### Geochemische Analysen
Die Eigg-Lava-Formation auf Muck erbrachte folgende geochemischen Analysen der Hauptelementoxide (die Analysen stammen von C. H. Emeleus und E. Ann Allwright):
| Oxid Gew. % | Alkaliolivinbasalt Fionn-aird | Alkaliolivinbasalt W-Fionn-aird | Alkaliolivinbasalt Beinn Airein | Aphyrischer Hawaiit Camas Mòr | Basaltischer Hawaiit | Feldspat-Hawaiit | Hawaiit | Aphyrischer Mugearit | Mugearit |
| ----------- | ----------------------------- | ------------------------------- | ------------------------------- | ----------------------------- | -------------------- | ---------------- | ------- | -------------------- | -------- |
| SiO2        | 45,26                         | 45,90                           | 46,11                           | 45,26                         | 46, 55               | 46,79            | 49,55   | 51,80                | 53,70    |
| TiO2        | 1,51                          | 1,51                            | 1,60                            | 2,75                          | 2,72                 | 2,37             | 2,15    | 2,38                 | 2,62     |
| Al2O3       | 13,59                         | 13,95                           | 14,46                           | 15,58                         | 14,23                | 18,32            | 13,40   | 16,09                | 14,69    |
| FeOtot      | 13,57                         | 13,07                           | 12,96                           | 16,91                         | 15,69                | 12,92            | 15,22   | 11,59                | 12,11    |
| MnO         | 0,19                          | 0,18                            | 0,18                            | 0,22                          | 0,26                 | 0,15             | 0,27    | 0,15                 | 0,20     |
| MgO         | 14,10                         | 12,75                           | 11,52                           | 7,62                          | 8,19                 | 5,08             | 5,89    | 3,76                 | 3,68     |
| CaO         | 9,59                          | 9,66                            | 10,19                           | 7,30                          | 7,22                 | 8,64             | 9,47    | 6,10                 | 4,33     |
| Na2O        | 2,19                          | 2,93                            | 2,50                            | 3,57                          | 3,65                 | 3,83             | 3,35    | 4,74                 | 4,79     |
| K2O         | 0,30                          | 0,31                            | 0,40                            | 0,54                          | 0,98                 | 1,20             | 0,49    | 2,93                 | 3,33     |
| P2O5        | 0,17                          | 0,17                            | 0,21                            | 0,27                          | 0,51                 | 0,34             | 0,21    | 0,69                 | 0,56     |
| Al/K+Na     | 3,46                          | 2,70                            | 3,19                            | 2,41                          | 2,01                 | 2,41             | 2,22    | 1,47                 | 1,28     |
| Al/K+Na+Ca  | 0,64                          | 0,61                            | 0,63                            | 0,79                          | 0,70                 | 0,79             | 0,58    | 0,73                 | 0,76     |

Die Laven bewegen sich zwischen 45,26 und 53,70 Gewichtsprozent SiO2, sie sind somit mafisch bis leicht intermediär. Die Gesteine sind metalumisch mit Al/K+Na > 1 und Al/K+Na+Ca < 1. Die Entwicklung Alkaliolivinbasalte hin zu Mugearit erfolgt unter steigendem SiO2-Gehalt. Die Alkaliolivinbasalte haben gegenüber Hawaiiten und Mugeariten generell höhere Werte an MgO und CaO, ihre Alkalien Na2O und K2O sowie TiO2 sind jedoch niedriger.
In ihrer Normierung fehlt die Quarz-Komponente q, die Laven sind somit alle quarzuntersättigt. Sämtliche Proben enthalten die Komponente ol (Variationsbreite 10,0 bis 32,2 Gewichtsprozent) und sind Olivin-normativ. Knapp 61 % der Proben führen die Komponente ne (Nephelin-normativ mit bis zu 10,2 Gewichtsprozent) bzw. 39 % die Komponente hy (Hypersthen-normativ mit bis zu 17,3 Gewichtsprozent). Die Komponente di (Diopsid-normativ) ist nur ganz selten abwesend, sie erreicht bis zu 21,4 Gewichtsprozent. Eindeutig vorherrschend sind die Feldspatkomponenten or (Orthoklas-normativ), ab (Albit-normativ) und an (Anorthit-normativ). Vorhanden sind weiterhin die Komponenten mg (Magnetit), il (Ilmenit) und ap (Apatit).
Bei den Spurenelementen besitzen sehr hohe Konzentrationen Chrom (bis 1035 ppm) und Nickel (bis 451 ppm, nach E. Ann Allwright bis 468 ppm). Relativ hoch sind auch Barium (bis 1116 ppm, nach E. Ann Allwright bis 1307 ppm) und Strontium (bis 599 ppm, 596 ppm nach E. Ann Allwright). Niedrige Werte zeigen hingegen Zirconium (bis 372 ppm, bis 387 ppm nach E. Ann Allwright) und Rubidium (bis 49 ppm, bis 53 ppm nach E. Ann Allwright).

### Intrusiva

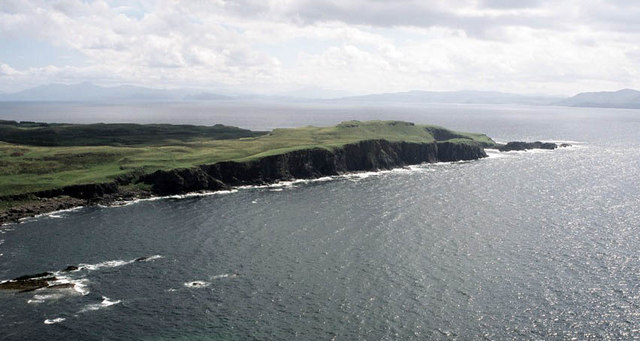
Der Gabbrogang entlang der Ostseite der Bucht Camas Mór. Gut zu erkennen die beiden riffartigen Verwerfungen links.

#### Gabbrogang
Die bedeutendste Gangintrusion in die Eigg-Lava-Formation ist sicherlich der große Gabbrogang, der auf der Ostseite von Camas Mór ansteht. Der Gabbrogang streicht Südost und hat an seinen Rändern eine intensive thermische Metamorphose bewirkt. Gleichzeitig wurde er aber auch von den intrudierten Sedimenten kontaminiert. Die Nebengesteine bestehen aus zerrütteten und brekziierten Karbonaten der Kilmaluag-Formation, die hier als Camas Mór Breccia vorliegen. Anhand der metamorphen Mineralogie  kam Tilley (1947) zu dem Ergebnis, dass die karbonatischen Sedimente aus Dolomit bestanden – und somit die ersten bekannten Dolomite aus dem schottischen Jura repräsentierten. Zwischen dem Gabbrogang und der bereits erwähnten gangartigen Verwerfung, an der die Valtos-Sandstone-Formation abgeschnitten wird, finden sich sporadisch Aufschlüsse der Kilmaluag-Formation, die eine Absenkung gen Westen um mindestens 28 Meter erfahren hatten.
Der bis zu 100 Meter breite Gabbrogang aus grobkörnigem Olivindolerit bildet auf 1400 Meter die felsige Küste zwischen dem Ostende von Camas Mór und Bogha na Fionn-aird. Er intrudiert nahezu auf seiner gesamten Länge Laven der Eigg-Lava-Formation. Gegen Nordnordwest am Ostende von Camas Mór dünnt der Gang aus – hier intrudiert er Gesteine der Kilmaluag-Formation sowie die Camas Mór Breccia. Weiter gegen Norden bildet der Gang eine staffelförmige (engl. en echelon) Fortsetzung und baut sowohl Druim na Fhardaic als auch den Cnoc na Curran auf. Sehr wahrscheinlich unterlagert er auch Gallanach an der Nordküste, denn der niedrige Hügel südlich des Bauernhofs besteht aus zähem, thermisch metamorphosierten Basalt.
Der Gabbro enthält Olivin, normal zonierte Plagioklasleisten, ophitischen Augit, untergeordneten Apatit und Zeolithe des Spätstadiums. In feldspatreichen Bändern ist der Augit auffallend ophitisch und Olivin tendiert dazu, sich idiomorphem Plagioklas aufzuprägen. Grobkörniger, pegmatitischer Gabbro ist sehr reich an Augit, der mit klarem Plagioklas und groben, skelettförmigen, opaken Oxiden verwachsen ist. Olivin ist in dieser Varietät nur wenig vertreten und Analcim sowie Zeolithe füllen Unregelmäßigkeiten aus.

#### Basaltischer Gangschwarm

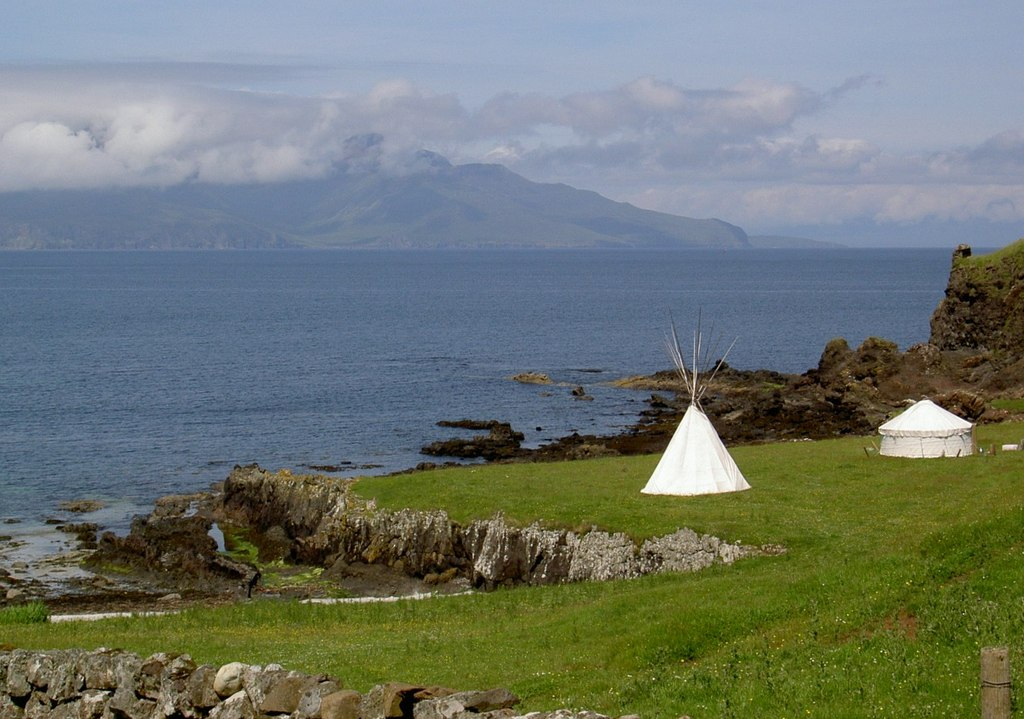
Basaltgänge an der Nordküste bei Camas na Cairidh, im Hintergrund Rùm

Die jurassischen Sedimente und die Eigg-Lava-Formation werden von einem dichten Gangschwarm durchsetzt. Die basaltischen Gänge streichen Nordwest bis Nordnordwest (N 320 bis N 340) und verleihen mit den zu ihnen parallel verlaufenden Verwerfungen der Insel Muck ein definitives Nordnordwest-Südsüdost-Gefüge. Der Gangschwarm wurde 1908 von Alfred Harker ausführlich untersucht. Er konnte entlang der Südküste über 130 Gänge kartieren, welche eine durchschnittliche Dicke von 1,3 Meter besaßen. Speight und Kollegen (1982) konnten den Gängen eine Krustendehnung von immerhin 8 % zuschreiben.
Die Gänge zeigen eine petrographische Variationsbreite von tiefbraunem, tachylitischem Glas über Basalte, die Mikrophänokristalle von Olivin enthalten, hin zu grobkörnigem Dolerit und gewöhnlich ophitischem Olivindolerit. Olivin kann sowohl in der Grundmasse als auch in Phänokristallen vorhanden sein. Die Gänge sind meistens in frischem Zustand, auch wenn eine teilweise Serpentinisierung des Olivins beobachtet werden kann. Blasenräume werden von Smektit, Zeolithen und Kalzit ausgefüllt. Im Einzelnen können einige Gänge von diesem Schema durchaus abweichen.
Die Gänge treten in Küstenprofilen bei ihrem Eindringen in die Laven gewöhnlich als solide Mauern zu Tage. Sie können aber auch als negative, herausgewitterte, grabenartige Hohlformen erscheinen, wie beispielsweise auf der Insel Eilean Aird nan Uan. Auch die Riffe östlich von Bàgh a'Ghallanaich waren sehr wahrscheinlich entlang der Gänge herausgewittert. Mauerartige Gänge an der Küste bei Camas na Cairidh zeichnen sich durch dünne, fließgebänderte, tachylitische Ränder aus. Die Fließbänderung gibt zu erkennen, dass das Magma schräg zu den Gangöffnungen strömte. Individuelle Gänge bei Camas na Cairidh und bei Camas Mór zeigen linksseitigen Versatz von weniger als 1 bis 3 Meter. Ein Nord-streichender Gang bei Camas Mór legt ein eigenartiges Verhalten an den Tag, denn er geht nach oben in einen Lagergang über und wird nach einem rechtsseitigen Versatz von 8 Meter erneut zu einem Nordwest-streichenden Gang.
Auch zusammengesetzte Gänge kommen vor und auch Gänge, die entlang ihres Verlaufs ihre Zusammensetzung ändern.
Die Gänge auf Muck sind bis auf wenige Ausnahmen transitionelle Alkaliolivinbasalte mit entweder normativem Hypersthen oder geringen Gehalten von Nephelin. Unter 60 Proben waren nur 5 quarznormative, tholeiitische Basalte (etwas weniger als 10 %), darunter auch seltene Icelandite. E. Ann Allwright identifizierte beispielsweise eine kleine Anzahl basaltischer Hawaiite und Hawaiite, zwei Mugearite und außerdem ein paar Gänge, die zu den Basalttypen Skyes Preshal Mór und Fairy Bridge zu rechnen sind. Im Gegensatz zu den Basalttypen von Eigg können anhand von Multielementprofilen sowohl krustal kontaminierte als auch unkontaminierte Gänge nachgewiesen werden.

#### Andere Intrusiva
Ein kleiner Stock aus analcimhaltigen Dolerit ist 150 Meter nordnordwestlich von Fionnairdh in feldspathaltigen, basaltischen Hawaiit eingedrungen. Der Dolerit ist grobkörnig und enthält ophitische Kristalle von Augit, Plagioklas, Biotit und xenomorphem Analcim. Der Augit ist von lila bis brauner Farbe und weist Sanduhrzonierung auf. Der lattenförmige Plagioklas zeigt Normalzonierung. Brauner, stark pleochroischer Biotit manifestiert Verwachsungen mit unregelmäßigen, eckigen Opakmineralen. Pyroxene werden von Analcim umgeben und tragen dünne Ränder aus Aegirin-Augit. Sekundäre Umwandlungen sind häufig, wobei Feldspäte durch Zeolithe ersetzt werden oder tief rotbrauner Iddingsit Augit teilweise verdrängt.
Eine 30 Meter mächtige Schichtintrusion aus massivem, säuligen Olivindolerit baut Am Maol auf. Die Schichtintrusion liegt auf geröteten, zerbrochenen Ablagerungen im Hangenden eines Basaltflusses aus Alkaliolivinbasalt bei Fang a'Ghille Ruaidh. Beide Einheiten werden ihrerseits von einem Nordnordwest-streichenden Basaltgang durchsetzt. Das Hangende der Schichtintrusion ist nicht mehr vorhanden. Sie enthält zahlreiche, 1 bis 2 Millimeter große Phänokristalle aus zoniertem Olivin, aber auch glomeroporphyritische Zusammenballungen von Olivin in einer groben, ophitischen Grundmasse.

#### Geochemische Analysen
Bei den Intrusiva ergaben sich folgende geochemische Analysen der Hauptelementoxide (die Analysen stammen von C. H. Emeleus und E. Ann Allwright):
| Oxid Gew. % | Plagioklas-Olivin-Basalt | Plagioklas-Olivin-Basalt | Aphyrischer Basalt | Basaltischer Hawaiit | Plagioklas-Olivin-Basalt | Hawaiit | Mugearit | Olivin-Hawaiit |
| ----------- | ------------------------ | ------------------------ | ------------------ | -------------------- | ------------------------ | ------- | -------- | -------------- |
| SiO2        | 45,66                    | 46,20                    | 47,03              | 48,02                | 49,09                    | 50,84   | 54,00    | 55,03          |
| TiO2        | 1,09                     | 1,92                     | 1,81               | 2,58                 | 1,51                     | 2,83    | 2,36     | 1,75           |
| Al2O3       | 18,00                    | 14,86                    | 16,79              | 15,25                | 15,63                    | 12,57   | 13,98    | 16,23          |
| FeOtot      | 10,34                    | 13,48                    | 14,90              | 13,19                | 12,41                    | 13,79   | 9,25     | 10,85          |
| MnO         | 0,16                     | 0,20                     | 0,18               | 0,18                 | 0,18                     | 0,19    | 0,23     | 0,18           |
| MgO         | 11,85                    | 7,52                     | 5,83               | 8,01                 | 7,52                     | 6,31    | 5,60     | 2,87           |
| CaO         | 11,01                    | 11,91                    | 10,27              | 8,03                 | 10,38                    | 7,68    | 5,89     | 4,24           |
| Na2O        | 2,11                     | 3,01                     | 3,19               | 3,94                 | 2,84                     | 3,58    | 4,42     | 5,82           |
| K2O         | 0,24                     | 0,27                     | 0,39               | 0,46                 | 0,48                     | 1,76    | 2,98     | 2,13           |
| P2O5        | 0,10                     | 0,18                     | 0,21               | 0,33                 | 0,19                     | 0,45    | 1,27     | 0,89           |
| Al/K+Na     | 4,84                     | 2,83                     | 2,96               | 2,19                 | 3,01                     | 1,61    | 1,33     | 1,37           |
| Al/K+Na+Ca  | 0,76                     | 0,55                     | 0,69               | 0,71                 | 0,65                     | 0,58    | 0,66     | 0,83           |

Die Intrusiva variieren in ihrer Zusammensetzung zwischen 44,48 und 55,03 Gewichtsprozent SiO2, sie sind somit mafisch bis leicht intermediär. Die Gesteine sind metalumisch mit Al/K+Na > 1 und Al/K+Na+Ca < 1. Die Entwicklung Plagioklas-Olivin-Basalte hin zu Mugearit erfolgt unter steigendem SiO2-Gehalt.
In ihrem Normierungsprozess fehlt die Quarz-Komponente q, die Intrusiva sind somit alle quarzuntersättigt. Sämtliche Proben enthalten die Komponente ol (Variationsbreite 1,90 bis 31,10 Gewichtsprozent) und sind Olivin-normativ. Knapp 48 % der Proben führen die Komponente ne (Nephelin-normativ mit bis zu 5,70 Gewichtsprozent) bzw. 52 % die Komponente hy (Hypersthen-normativ mit bis zu 26,10 Gewichtsprozent). Die Komponente di (Diopsid-normativ) erreicht bis zu 24,80 Gewichtsprozent. Eindeutig vorherrschend sind die Feldspatkomponenten or (Orthoklas-normativ), ab (Albit-normativ) und an (Anorthit-normativ). Vorhanden sind weiterhin die Komponenten mg (Magnetit), il (Ilmenit) und ap (Apatit).
Bei den Spurenelementen besitzen hohe Konzentrationen Chrom (bis 552 ppm, 1760 ppm gemäß E. Ann Allwright) und Nickel (bis 386 ppm, nach E. Ann Allwright sogar bis 1060 ppm). Relativ hoch sind auch Barium (bis 976 ppm, nach E. Ann Allwright bis erstaunliche 4399 ppm) und Strontium (bis 505 ppm, 902 ppm nach E. Ann Allwright). Vermischte Werte zeigen hingegen Zirconium (bis 546 ppm, jedoch bis 4330 ppm nach E. Ann Allwright) und Rubidium (bis 24 ppm, jedoch bis 831 ppm nach E. Ann Allwright).

### Spätes Devensian
Die Small Isles liegen 10 bis 15 Kilometer westlich des schottischen Festlands. Prinzipielles Eisakkumulationszentrum während des späten Devensians (26.000 bis 13.000 Jahre vor heute) waren die Western Highlands. Dass die Eismassen des Festlands ebenso für die Vereisungen von Rùm, Eigg, Muck und Canna verantwortlich waren, bestätigen die aufgelesenen Erratika. Im Höhepunkt seiner Entwicklung bewegte sich der Eisschild des späten Devensians in West- oder Nordwestrichtung über die Inseln hinweg. Im Rückzugsstadium setzte der zurückschmelzende Eisschild  entlang des Eisrandes Till und Moränen ab – örtlich auch geschichtete Sande und Gerölle. Bis auf 30 Meter über Normalnull sind Strandgerölle auf den isostatisch niedergedrückten Inseln zu finden, auf Muck beispielsweise bei Camas Mòr. Tieferliegende Geröllniveaus bildeten sich mit zurückweichendem Meeresspiegel und der isostatischen Reequilibrierung der Inseln.
Periglaziale Geländeformen wie beispielsweise polygonale Steinkreise entstanden unter dem kalten Klima der Rückzugsphase (so z. B. auf Rùm) und wahrscheinlich auch während des erneuten Eisvorstoßes im Loch Lomond Readvance (11.000 bis 10.000 Jahre vor heute), der Kargletscher und Talgletscher (ebenfalls auf Rùm) heranwachsen ließ. Das relativ milde, spätglaziale Windermere-Interstadial (13.000 bis 11.000 Jahre vor heute) hinterließ jedoch auf den Inseln keine bisher bekannten Ablagerungen.
Ein zweiter Meeresspiegelanstieg relativ zur Landoberfläche ereignete sich im Postglazial – mit Sturmgeröllen nur wenige Meter über Normalnull.
Auf Muck konnten bisher an zwei, drei Stellen Gletscherschrammen aufgefunden werden, welche auf eine nach Nordwesten gerichtete Eisbewegung schließen lassen. Erratische Blöcke konzentrieren sich vor allem auf die Nordhälfte der Insel. Bei den herantransportierten Gesteinen handelt es sich um Gneise der Moine Supergroup, untergeordnet auch um Pegmatite, Granite und Sandsteine des Torridoniums. Auch Granophyrblöcke treten recht häufig im Norden der Insel auf – diese ähneln Granophyren von Rùm und Skye. Weiße Sandsteinblöcke einer angehobenen Strandlinie auf der Nordseite der Insel sind den Sandsteinen der Bay of Laig auf Eigg sehr ähnlich.
Durch Bauarbeiten konnten mehrere Oberflächenprofile erkundet werden. So beispielsweise 200 Meter nordwestlich von Carn Mhic Asgail, wo 1 Meter Torf auf 1 Meter mächtigem, grauen Geschiebemergel zu liegen kommt. Der Geschiebemergel führt Klasten von Gneis, roten Sandstein des Torridoniums, Quarzit (sehr wahrscheinlich aus dem Kambro-Ordovizium), Siltstein mit karbonathaltigen Bruchstellen, Quarzporphyr und sphärolithischen Pechstein. In der Nähe des neuen Schulhauses von Port Mór stieß eine abfallende Grabung auf 1,5 Meter Geschiebemergel über Basaltlava. Auf einem Niveau von 10 Meter über Normalnull fanden sich sodann auf dem Geschiebemergel die Ablagerungen einer angehobenen Strandlinie – bis zu 30 Zentimeter große Gerölle und Bruchstücke aus überwiegend Basalt begleitet von weißem Sandstein (wahrscheinlich aus der Valtos-Sandstone-Formation), Quarzit, gebändertem Psammit, leukokratem Gneis, Amphibolit und Granit. Bei Godfaig House wird 0,5 Meter lettiger, orange-brauner Geschiebemergel von 30 Zentimeter an Geröll überlagert, welches bei Blàr Mór eine sehr gute Drainageabdeckung darstellt. Nur 300 Meter weiter südwestlich enthält grauer, klebriger Geschiebemergel Klasten aus Basalt, Quarzporphyr und kambro-ordovizischen Quarzit.

### Holozän

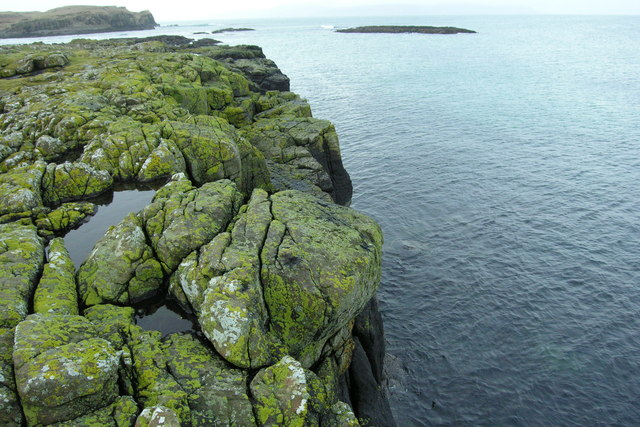
Basaltkliff auf Eilean Aird nan Uan. Links im Hintergrund Eilean nan Each.

Nach Desintegration des Eisschilds kam es im Holozän zu extensiven Hangrutschungen und Bergstürzen, insbesondere auf Eigg am Rande des Lavaplateaus. Diese Massenbewegungen sind bis auf den heutigen Tag zu beobachten.
Dünner Schichttorf ist auf den Lavaplateaus von Muck recht häufig und auch kleinere Vorkommen an Beckentorf sind bekannt. Ein kleiner Abschnitt an Machair erscheint entlang der Nordküste. Hier wurde Muschelsand an Land geweht.

### Tektonik
Die Eigg-Lava-Formation wird auf Muck von zahlreichen, kleineren, Nordnordwest-streichenden Verwerfungen durchsetzt. Ihr Höhenversatz beträgt mehrere Meter – entweder nach Südwesten oder nach Nordosten. Die Verwerfung auf der Südwestseite von Torr nam Fitheach versetzt immerhin um 30 Meter nach Osten, wobei die paläozänen Tuffsedimente gegen die Duntulm-Formation zu liegen kommen. Auf der Westseite von Camas Mór trennt eine Verwerfung die Kilmaluag- von der Duntulm-Formation ab. Der Versatz der mesozoischen Gesteine ist höher als in den darüberlagernden paläozänen Laven. Auf Eigg und auf Muck deutet daher alles darauf hin, dass die mesozoischen Gesteine nach Westen verkippt wurden und noch vor Ablagerung des Paläozäns von Nordnordwest-streichenden Verwerfungen durchzogen wurden. Die Kippbewegung war möglicherweise noch vor der Oberkreide erfolgt, wie im Norden Eiggs an den transgressiv auflagernden, glaukonitischen Oberkreidesedimenten abzulesen ist.

### Rohstoffe
Den einzigen rohstofflichen Nutzen stellen grobe Bruchsteine für bauliche Zwecke dar.